# Cerco de Ladysmith
O Cerco de Ladysmith foi um combate da Segunda Guerra dos Bôeres, acontecendo entre 2 de novembro de 1899 e 28 de fevereiro de 1900 em Ladysmith, Natal.

## Contexto
Como a guerra com as repúblicas bôeres parecia provável em junho de 1899, o Departamento de Guerra britânico despachou um total de 15 mil tropas para Natal, esperando que, se a guerra eclodisse, eles seriam capazes de defender a colônia até que reforços pudessem ser mobilizados e enviados para a África do Sul por navio. Algumas destas tropas foram desviadas enquanto retornavam para a Inglaterra da Índia, outras foram enviadas de guarnições no Mediterrâneo e de outros lugares. O tenente-general Sir George White foi nomeado para comandar esta força alargada. White tinha 64 anos e sofria de um ferimento na perna ocorrido em um acidente de equitação. Tendo servido principalmente na Índia, White teve pouca experiência na África do Sul.

## Eclosão da guerra
Contrariamente aos conselhos de vários oficiais britânicos, os governos bôeres não se sentiram intimidados pelo despacho de várias tropas britânicas em Natal. Do contrário, eles consideram isso como uma evidência da determinação britânica de tomar controle das repúblicas bôeres. O governo de Transvaal sob o presidente Paul Kruger considerou lançar um ataque em setembro, mas o presidente Steyn do Estado Livre de Orange, que se tornaria posteriormente o coração espiritual da resistência bôer, os dissuadiu por várias semanas enquanto tentava agir como intermediário. Com o completo colapso nas negociações, ambas as repúblicas declararam guerra e atacaram em 12 de outubro.
Um total de 21 mil bôeres avançaram em Natal de todos os lados. White fora aconselhado a posicionar suas forças para a área do norte de Natal conhecida como "Triângulo de Natal", um pedaço de terra situado entre as duas repúblicas bôeres. Em vez disso, White posicionou suas forças ao redor da cidade de guarnição de Ladysmith, com um destacamento ainda mais para a frente em Dundee. A força britânica completa poderia se concentrar apenas depois de lutar duas batalhas em Talana Hill e Elandslaagte. Como os bôeres cercaram Ladysmith, White ordenou uma saída por toda sua força para capturar a artilharia bôer. O resultado foi a desastrosa Batalha de Ladysmith, na qual os britânicos foram expulsos de volta para a cidade tendo perdido 1,2 mil homens mortos, feridos ou capturados.

## Cerco

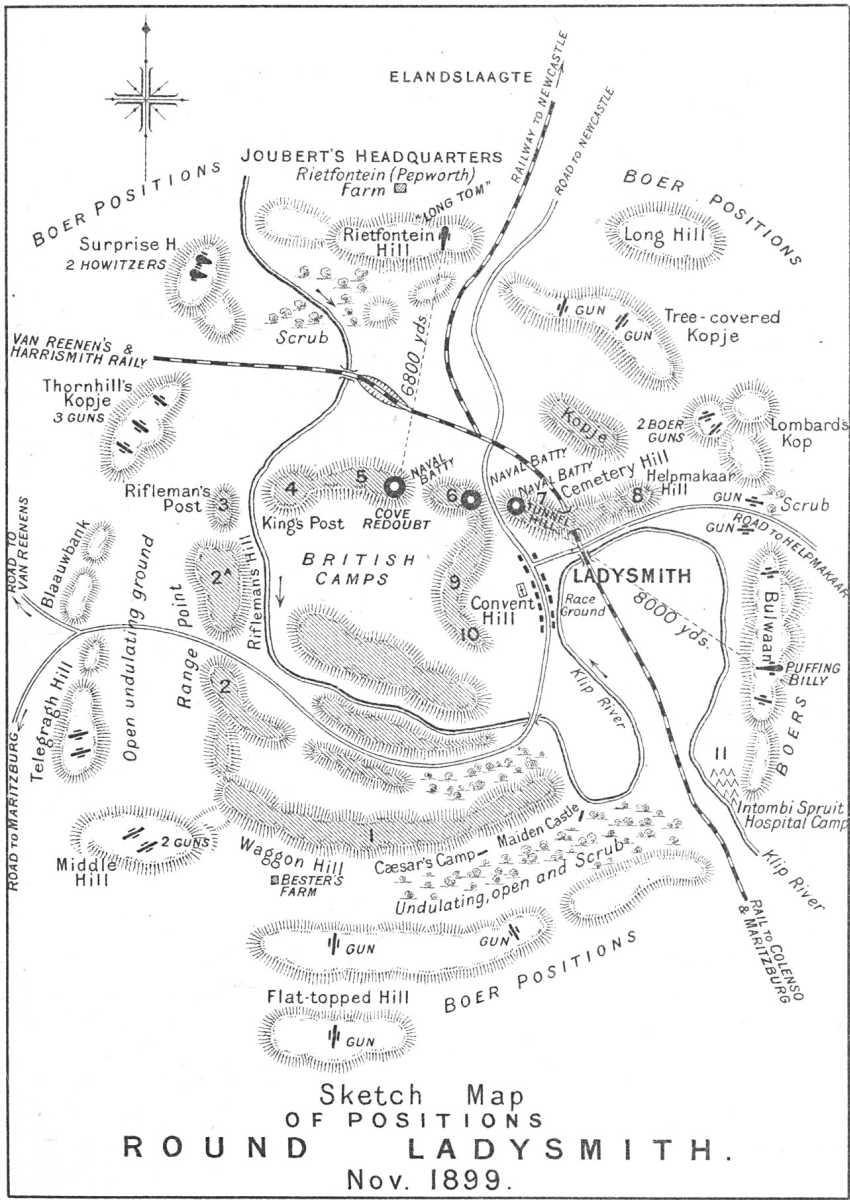
Esboço cartográfico das posições em novembro de 1899

Os bôeres então continuaram a cercar Ladysmith e cortaram a ligação ferroviária para Durban. O major-general French e seu chefe de Estado-Maior, Douglas Haig escaparam no último trem a partir, que foi crivado com balas.
Esta cidade foi então sitiada por 118 dias. White sabia que reforços estavam chegando, e poderia se comunicar com as unidades britânicas ao sul do Rio Tugela usando um holofote e um heliógrafo. Ele esperava auxílio em pouco tempo. Enquanto isso, suas tropas executaram várias incursões e saídas para sabotar a artilharia bôer.
Louis Botha comandou o destacamento bôer que fez inicialmente uma incursão no sul de Natal e então se dirigiu ao norte de Tugela para esperar os reforços. Em 15 de dezembro, a primeira tentativa de reforço foi derrotada na Batalha de Colenso. Temporariamente debilitado, o comandante dos reforços, o general Redvers Henry Buller, sugeriu que White ou desobstruísse o cerco ou destruísse suas provisões e munições e se rendesse. White não podia desobstruir porque seus cavalos e animais de tração estavam fracos devido à falta de pasto e forragem, mas também recursou-se a se render.
No Natal de 1899, os bôeres dispararam em Ladysmith uma granada sem pino, que continha um pudim de Natal, duas bandeiras do Reino Unido e a mensagem "cumprimentos da estação". A granada ainda é guardada em um museu de Ladysmith.

## Batalha de Wagon Hill (ou Platrand)
Os bôeres ao redor de Ladysmith também estavam enfraquecidos devido à falta de forragem. Com a pouca ação, muitos lutadores partiram sem autorização ou trouxeram suas famílias aos acampamentos do cerco. Eventualmente, com a enchente do Tugela, impedindo Buller de dar qualquer suporte, alguns líderes mais jovens convenceram Joubert a ordenar uma tentativa de incursão na noite de 5 de janeiro de 1900, antes de que qualquer outra tentativa de reforço pudesse ser feita.
As tropas britânicas ao sul de Ladysmith fugiram ao longo de uma cordilheira conhecido como Platrand. As tropas britânicas deram o nome de Wagon Hill ao oeste e Acampamento de César ao leste. Sob Ian Hamilton, eles construíram uma fila de fortes e entrincheiramentos na encosta reversa de Platrand, os quais eram desconhecidos dos boêres.[carece de fontes?]
Nas primeiras horas de 6 de janeiro, pequenos destacamentos bôeres sob o General C.J. de Villiers começaram a escalar Wagon Hill e o Acampamento de César. Eles foram localizados e enfrentados por destacamentos que estavam instalando algumas armas. Os bôeres capturaram as bordas de ambas as regiões, mas não conseguiram avançar. Contra-ataques britânicos também falharam.
Ao meio-dia, de Villers fez outro ataque a Wagon Hill. Alguns guardas exaustos entram em pânico e fugiram, mas Hamilton conduziu reservas ao local e recapturou alguns poços de arma vazios. Posteriormente à tarde, uma terrível tempestade começou e os bôeres se retiraram encobertos por ela.
Os britânicos sofreram 175 mortes e 249 feridos. 52 bôeres mortos foram deixados nas posições britânicas, mas suas baixas totais não foram registradas.

## Cerco posterior e libertação

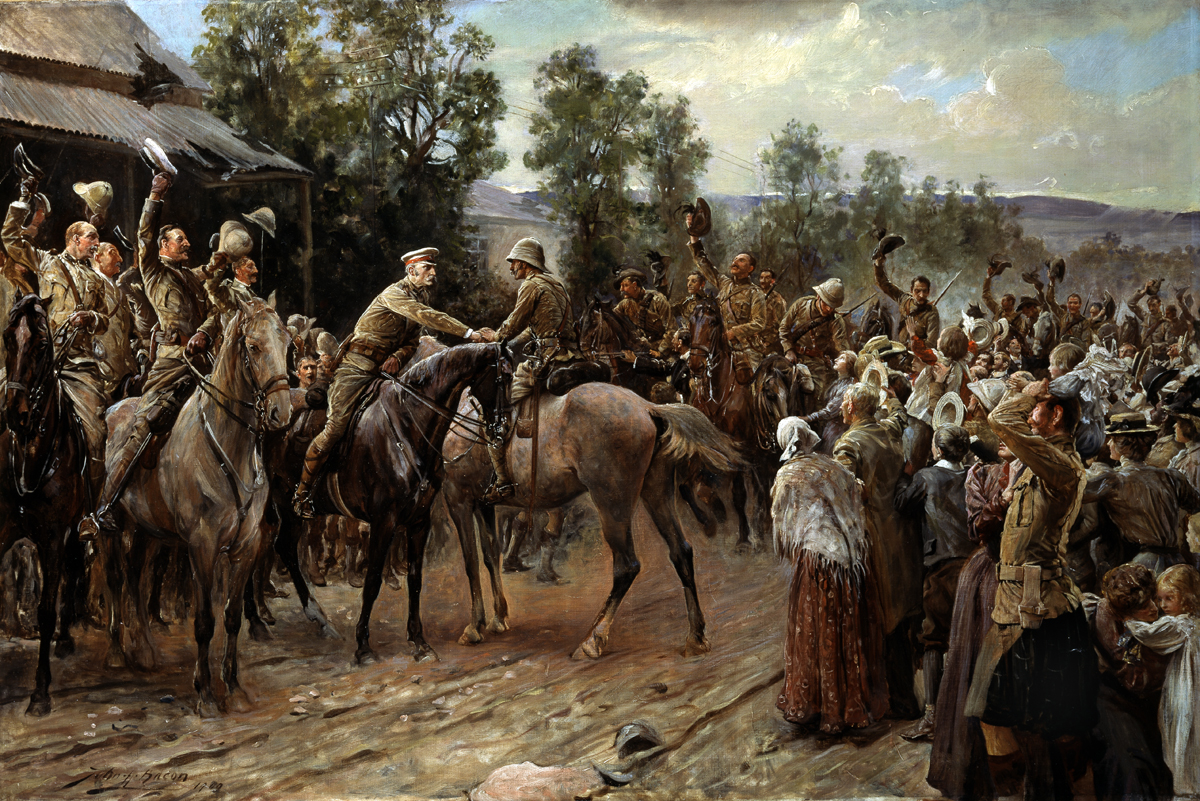
A Libertação de Ladysmith. Pintura de John Henry Frederick Bacon (1868–1914)

Enquanto Buller fazia repetidas tentativas de seguir seu caminho através do Tugela, os defensores de Ladysmith sofriam cada vez mais da escassez de comida e outras provisões e de doenças, principalmente a febre tifoide, que reivindicou entre muitas outras a vida do notável correspondente de guerra G. W. Steevens. Há muito antes os bôeres haviam capturado as provisões de água de Ladysmith e os defensores poderiam usar apenas turvo Rio Kilp.

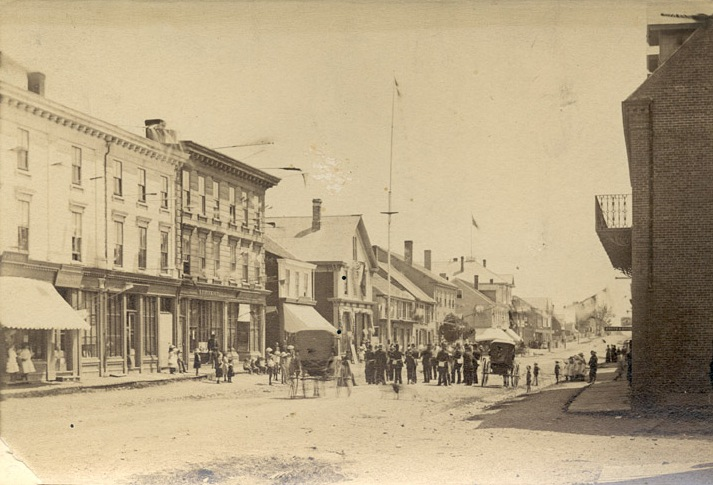
Júbilo em St. Andrews, Canadá em consequência do recebimento de notícias da libertação de Ladysmith

Próximo ao fim do cerco, as tropas e os habitantes locais sobreviviam praticamente da carne dos bois e cavalos de tração restantes.
Eventualmente, Buller atravessou as posições bôeres em 27 de fevereiro. Devido à sucessão de reversas, suas tropas haviam desenvolvido táticas efetivas baseadas na cooperação próxima entre infantaria e artilharia. Depois da demorada luta, o moral dos homens de Botha finalmente definhou e eles e os sitiantes bateram em retirada encobertos por outra enorme tempestade. Buller não os perseguiu e os homens de White eram muito fracos para fazer o mesmo.
A primeira festa da libertação, sob o major Hubert Gough e da qual Winston Churchill fez parte, ocorreu na noite de 28 de fevereiro. White alegadamente os agradeceu dizendo "Graças a Deus mantivemos a bandeira tremulando".

## Resultado

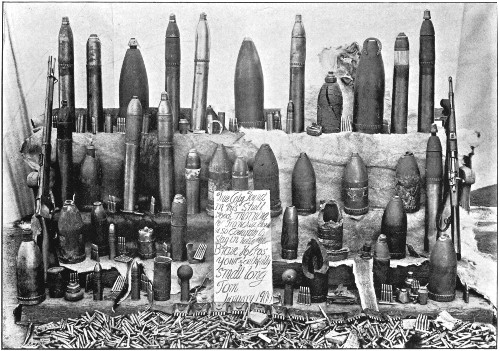
Variedades de munição coletadas em Ladysmith

A libertação foi amplamente celebrada, seguida por celebrações ainda maiores depois do Cerco de Mafeking. Houve quatro Cruzes Vitória concedidas durante o cerco: a John Norwood em 30 de outubro de 1899; em Wagon Hill em 6 de Janeiro de 1900, a Herman Albrecht e a Robert James Thomas Digby-Jones (que morreram); e a James Edward Ignatius Masterson.

## Tratamento médico durante o cerco
Logo no início do cerco um acordo entre George Stuart White e Piet Joubert levou à criação do neutro Hospital Militar de Intombi a aproximadamente 5 quilômetros fora de Ladysmith. O hospital foi dirigido pelo major-general David Bruce e sua esposa Mary. Durante o cerco, o número de macas no hospital cresceu de 100 para um total de 1900. Um total de 10 673 admissões foram recebidas e tratadas em Intombi. Permitiu-se que um trem por dia carrega-se feridos de Ladysmith para Intombi.